# Maximilian Hecker

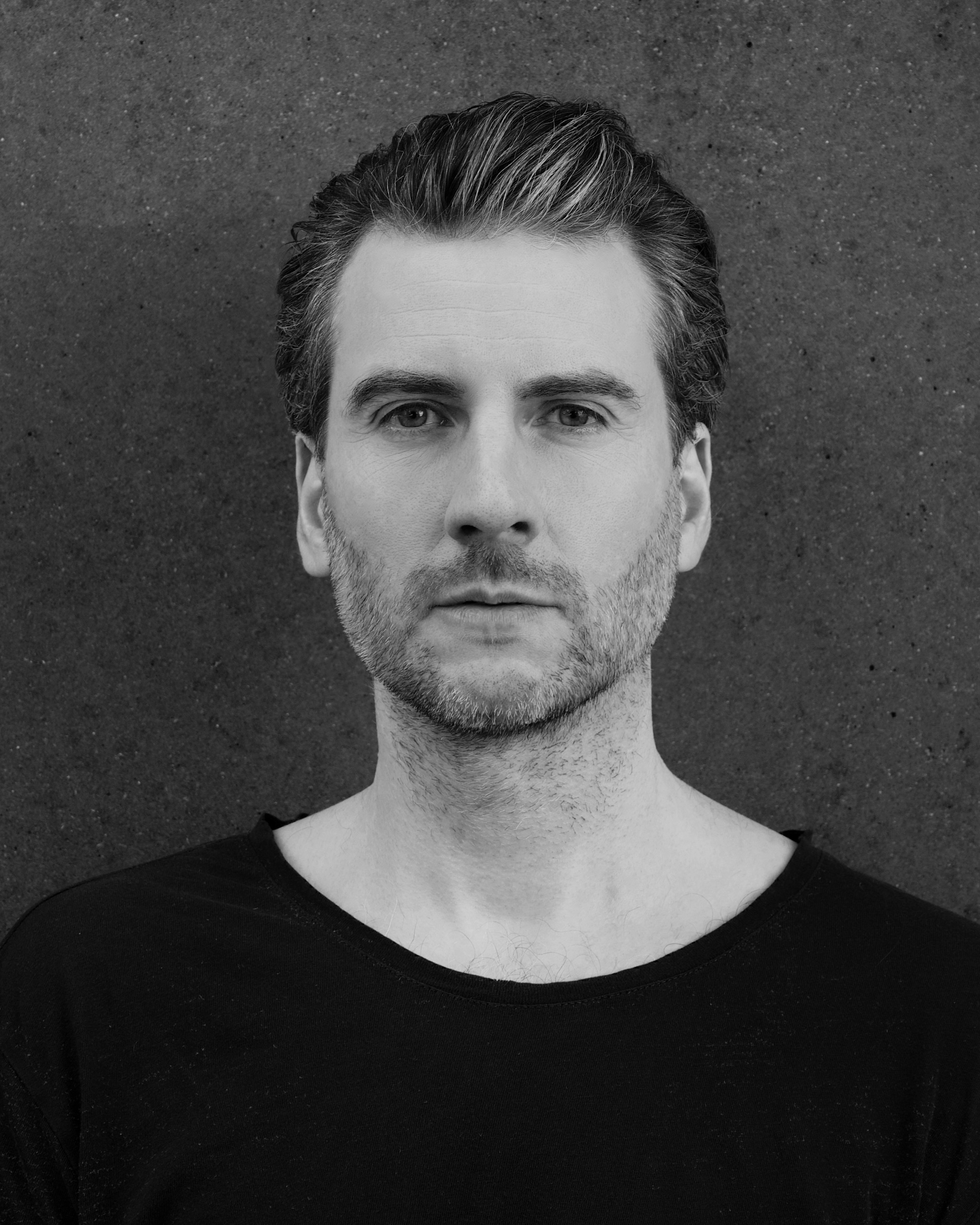
Maximilian Hecker 2023 by Julija Goyd

Maximilian Hecker (* 26. Juli 1977 in Heidenheim an der Brenz) ist ein deutscher Musiker aus Berlin. Er ist bekannt für seine ätherische Popmusik, die der Musik von Radiohead, Sigur Rós, Tom Baxter und Nick Drake ähnelt. Seinen Stil bzw. seine Lieder beschreibt er selbst als „melancholische Pophymnen“.

## Leben
Hecker wuchs zunächst in Bolheim im Landkreis Heidenheim, in Rheda-Wiedenbrück im Kreis Gütersloh und schließlich in Bünde im Kreis Herford auf. Er lernte Klavier, Schlagzeug und Gitarre und machte 1997 am Freiherr-vom-Stein-Gymnasium in Bünde sein Abitur. Nach dem Zivildienst am Klinikum Schwabing in München begann er 1999 eine Ausbildung als Krankenpfleger an der Berliner Charité.
Neben seiner Tätigkeit als Krankenpflegeschüler ging Hecker in Berlin-Mitte in der Gegend um den Hackeschen Markt seinem Hobby, der Straßenmusik, nach. Hierdurch kam er im Laufe der Zeit mit der Berliner Musik- und Kulturszene in Kontakt. Um das Jahr 2000 bildete er für kurze Zeit zusammen mit Almut Klotz und Jim Avignon das Trio Maxi unter Menschen. Im gleichen Jahr verwendete die Berliner Plattenfirma Kitty-yo außerdem die Demoversion seines Liedes Cold Wind Blowing für den Soundtrack des Esther-Gronenborn-Filmes alaska.de und bot ihm anschließend einen Plattenvertrag an.

### Die ersten drei Alben
Im Oktober 2001 brachte Hecker sein von ihm selbst und Tommi Eckart produziertes und international vielbeachtetes Debütalbum Infinite Love Songs heraus. Es wurde unter anderem "Album des Monats" in der Oktoberausgabe der deutschen Musikzeitschrift Spex und die New York Times wählte es sogar unter die zehn besten Alben des Jahres 2001. In Neil Strauss’ Rezension heißt es dazu:
„In a long list of precious, fragile, heartbroken artists to emerge in the last two years (Tom McRae, Ed Harcourt, the Kingsbury Manx), Mr. Hecker, by legend an oft-disparaged Berlin street musician, whispers the most precious and fragile heartbreak of them all.“
Von Oktober 2001 bis Februar 2002 bestritt Hecker seine erste Europatournee – zu dem Zeitpunkt noch solo, mit E-Gitarre, Keyboard und Groovebox –, unter anderem als Support von Bill Callahan und den Walkabouts. Zur gleichen Zeit wurde sein Lied Polyester in Israel zu einem Hit im Mainstreamradio, und man kürte es dort zu einer Art Friedenshymne. Im April bzw. Mai 2002 begleitete er Lloyd Cole auf dessen Frankreichtournee.
Sein zweites, von Depeche-Mode- und Erasure-Produzent Gareth Jones produziertes Studioalbum Rose veröffentlichte Hecker im Mai 2003. Es wurde insbesondere von der britischen Fachpresse sehr gelobt. Dan Martin vom New Musical Express schreibt:
„In the first three minutes, a lovelorn Hecker bemoans how he’s spent seven days without a glance from Kate Moss. But if the former busker has something of the stalker about him, he’s not one of those men who have bad fringes and still live with their mum. ‚Rose‘, Hecker's second LP, is as beautiful and barbed as the flower itself and proves that sinister can also be suave and beautiful. While his sexless Germanic vocals threaten to get smothered in drippy melancholy, he’s wise enough to ease off with the string quartets as things progress, transmuting his snail pace into the kind of pin-drop quiet electro Fischerspooner would make after a pint of heroin. Lovely.“
Auch Neil Tennant von den Pet Shop Boys wurde durch Rose auf Hecker aufmerksam und begann auf seiner Website für ihn zu werben. In direktem Anschluss an die Veröffentlichung des Albums ging Hecker von Mai bis Juni 2003 auf seine zweite und im September und Oktober jenes Jahres auf seine dritte Europatournee, unter anderem als Support von Cat Power. Begleitet wurde er diesmal von den Livemusikern Jens Friebe am Keyboard, Hans Narva am Bass und Chris Imler am Schlagzeug.

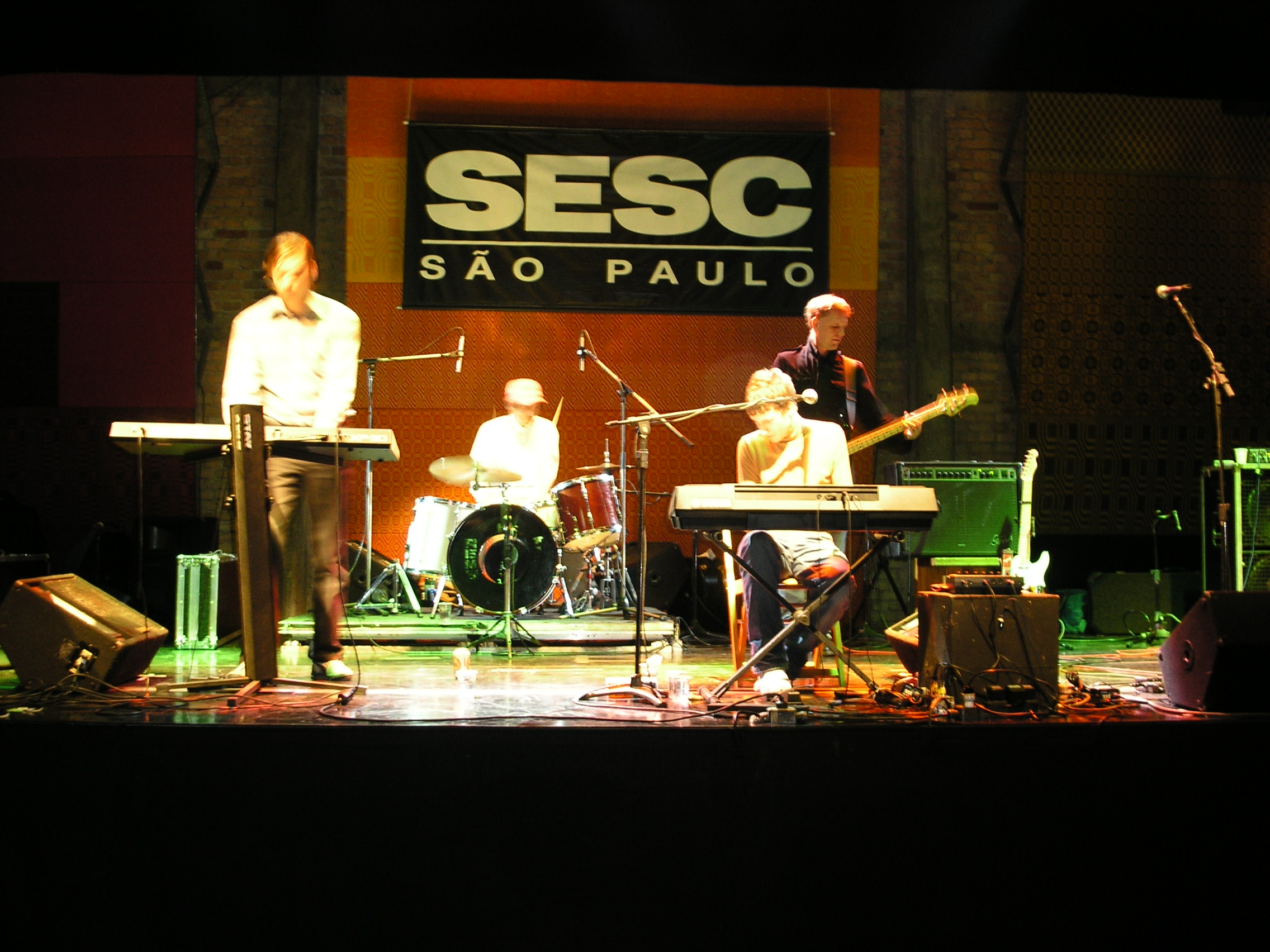
Maximilian Hecker & Band
im „SESC Pompéia“ in São Paulo, Brasilien, am 28. Oktober 2003

Im September 2003 veröffentlichte die südkoreanische Plattenfirma Pastel Music Heckers erste beide Alben in Südkorea. Kurz darauf ging Hecker von Oktober 2003 bis März 2004 zusammen mit der Berliner Musikerin Barbara Morgenstern im Auftrag des Goethe-Instituts auf eine 34 Städte umfassende Welttournee.
Im Januar 2005 veröffentlichte Hecker sein von Guy Sternberg produziertes, drittes Studioalbum Lady Sleep in Europa und nur kurze Zeit später auch in Südkorea. In Begleitung seiner neuen Livemusiker Johannes Feige an der E-Gitarre, Philipp Neumann am Bass und Snorre Schwarz bzw. Nicolai Ziel am Schlagzeug bestritt er ab Januar bzw. Februar 2005 außerdem seine vierte Europatournee. Jim Butler von BBC Collective schreibt über Lady Sleep:
„On 'Lady Sleep', his third album, the criminally underrated Maximilian Hecker returns to his recurring fascination with affairs of the heart. Although simpler (ie, less electronic) than his last album, 'Rose', 'Lady Sleep' is just as evocative: opulent orchestral symphonies sway with a shimmering elegance, the neo-Baroque chamber pop hints at stunning torch songs for the 21st Century and Hecker’s softly spoken vocals are gently affecting. Less camp than Antony And The Johnsons, although just as grand, Berliner Hecker, in anyone’s language, deserves to be a star.“
Im Juli 2005 wurde Hecker für zwei Konzerte nach Seoul, Südkorea, eingeladen. Nachdem die taiwanische Plattenfirma Avant Garden Records im August 2005 seine ersten drei Alben in Taiwan veröffentlichte, bekam er im Juni 2006 eine Einladung für zwei Konzerte in Taipeh, Taiwan.

### I’ll Be a Virgin, I’ll Be a Mountain
Im Sommer 2006 wechselte er von Kitty-yo zu V2 Records und veröffentlichte im September des gleichen Jahres sein viertes, erneut von Guy Sternberg produziertes Studioalbum I’ll Be a Virgin, I’ll Be a Mountain in Europa, Südkorea und Taiwan. Das Album war, im Gegensatz zu seinen drei Vorgängern, die Hecker weitgehend im Alleingang eingespielt hatte, mithilfe einer Reihe von Studiomusikern, unter anderem seinem Live-Schlagzeuger Snorre Schwarz, entstanden. Sharon O’Connell vom britischen Musikmagazin Uncut schreibt in der Dezemberausgabe 2006 über I’ll Be A Virgin, I’ll Be A Mountain:
»Comparing Hecker to Chris Martin may be something of a backhanded compliment, but it’s an indication of the 29-year-old’s potential reach, rather than an indictment of aesthetic weediness. That said, ‚I’ll Be A Virgin…‘ is a hushed introspective affair, its sweetly mournful melodies augmented by tasteful string arrangements and carrying somewhat poetically strained lyrics ("Wilted Flower" distinguishes itself on that count). Toward the album’s close, a dreary sameness sets in; simpler songs like the folky "Messed-up Girl" are Hecker’s most effective.«
Im Oktober bzw. November 2006 bestritt Hecker seine fünfte Europatournee, gefolgt von erneuten Konzerten in Taipeh und Seoul im November bzw. Dezember jenes Jahres. Im März 2007 unterstützte er den irischen Musiker Duke Special auf dessen Europatournee als Support. Zur gleichen Zeit wurde Heckers Lied Dying für die Untermalung eines in Südkorea und China gesendeten Werbespots des Elektronikkonzerns Samsung ausgewählt.

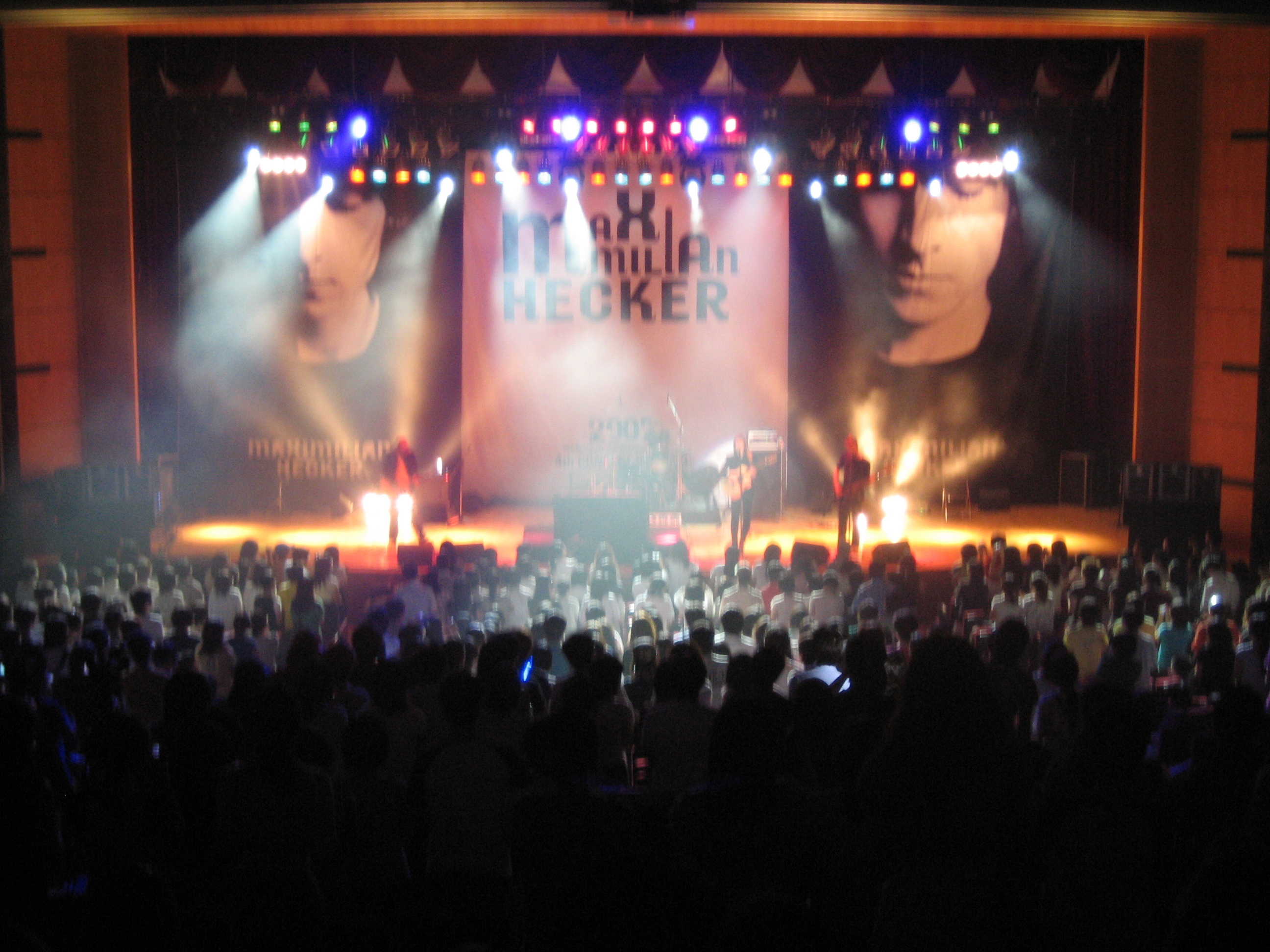
Maximilian Hecker & Band in der »Kon Kook University Millennium Hall« in Seoul, Südkorea, am 13. Juli 2007

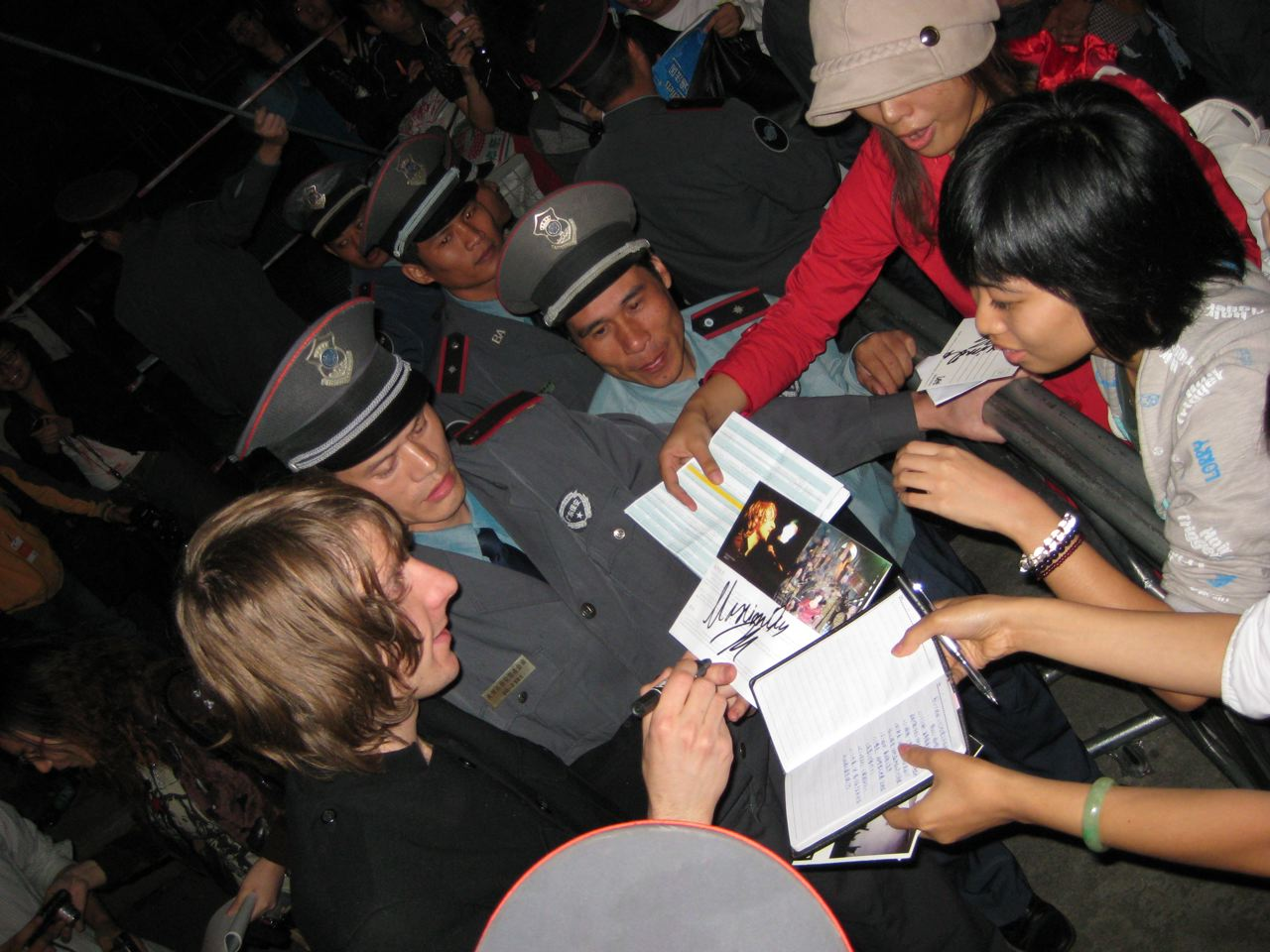
Maximilian Hecker gibt Autogramme nach einem Konzert in Guangzhou, China, November 2008

Im Frühjahr 2007 nahm Hecker speziell für den ostasiatischen Markt die EP Once I Was auf, die ausschließlich Coverversionen enthielt. Die Veröffentlichung erfolgte im Mai bzw. Juni 2007 zusammen mit einer Best-Of-Kompilation sowohl in Taiwan als auch in Südkorea, sowie erstmals in China, auf Pocket Records (dort unter dem Titel I Am Falling Now) anlässlich seiner mittlerweile fünften Asientournee im Juli 2007.
Im selben Jahr veröffentlichte Heckers ehemalige Plattenfirma Kitty-yo das Livealbum Live Radio Sessions als digitalen Release. Die LP besteht hauptsächlich aus den Aufnahmen eines Konzertes, das Hecker am 2. März 2005 im Sendesaal von Radio Bremen gegeben hatte.

### One Day
Im Mai 2008 machte er eine erneute Stippvisite nach China und Hongkong und veröffentlichte im Herbst des gleichen Jahres sein fünftes Studioalbum One Day, das erneut in Zusammenarbeit mit Guy Sternberg produziert und zusammen mit seiner Liveband eingespielt wurde. Die Veröffentlichung erfolgte in Südkorea, Taiwan, China und erstmals Hongkong, Malaysia und Singapur (auf dem Hongkonger Label Love Da Records) und wurde unmittelbar von seiner siebten Asientournee begleitet.
Mittlerweile hatte Hecker begonnen, Lieder für andere Musiker zu schreiben, und sein Song Miss Underwater wurde im April 2009 von der taiwanischen Sängerin Faith Yang zur ersten Single ihres Albums Self-Selected gekürt. Zur gleichen Zeit wählte die Schnellrestaurant-Kette Dunkin’ Donuts Heckers Lied Silly Lily, Funny Bunny für die Untermalung eines in Südkorea ausgestrahlten Werbespots.
Im Frühjahr 2009 erschien One Day dann in Europa auf dem Berliner Label Louisville Records bzw. auf Roadrunner Records, gefolgt von Heckers siebter Europatournee im Sommer 2009. Anja Rützel vom deutschen Rolling Stone schreibt über One Day:
„‚One Day‘ schließlich, der tapfere, geigenumschnörkelte Happily-ever-after-Gesang davon, dass irgendirgendirgendwann auch dieser geplagte Künstler die Ketten vom Herzen sprengen, die Ernte einbringen, den Engel heimführen wird, ist reine katholische Osterfreude.“
Im Herbst 2009 ging Hecker erneut in Taiwan, Südkorea und China auf Tournee. Inspiriert von einem Soloauftritt bei der Konzertreihe „FM4 Radio Sessions“ im Wiener Radiokulturhaus am 26. März 2009, bestritt Hecker seine Konzerte nun wieder alleine, ohne Livemusiker, vorzugsweise am Flügel.

### I Am Nothing But Emotion, No Human Being, No Son, Never Again Son
Im Januar 2010 gründete Hecker seine eigene Plattenfirma Blue Soldier Records, auf der er im März jenes Jahres sein sechstes Studioalbum I Am Nothing But Emotion, No Human Being, No Son, Never Again Son in Europa veröffentlichte. Dieses Album stellte eine Art Rückkehr zu den Ursprüngen dar, da es von Hecker selbst ebenso wie bereits das Debüt Infinite Love Songs hauptsächlich im Homerecording-Verfahren und ohne die Mithilfe eines Produzenten oder von Studiomusikern produziert wurde.
Wie die zuvor entstandenen Alben wurde auch I Am Nothing But Emotion, No Human Being, No Son, Never Again Son in Südkorea, Taiwan (mittlerweile auf Gold Typhoon Music), China, Hongkong, Malaysia und Singapur veröffentlicht.
Marco Fuchs von der deutschen Musikzeitschrift Intro schrieb folgendes über das Album:

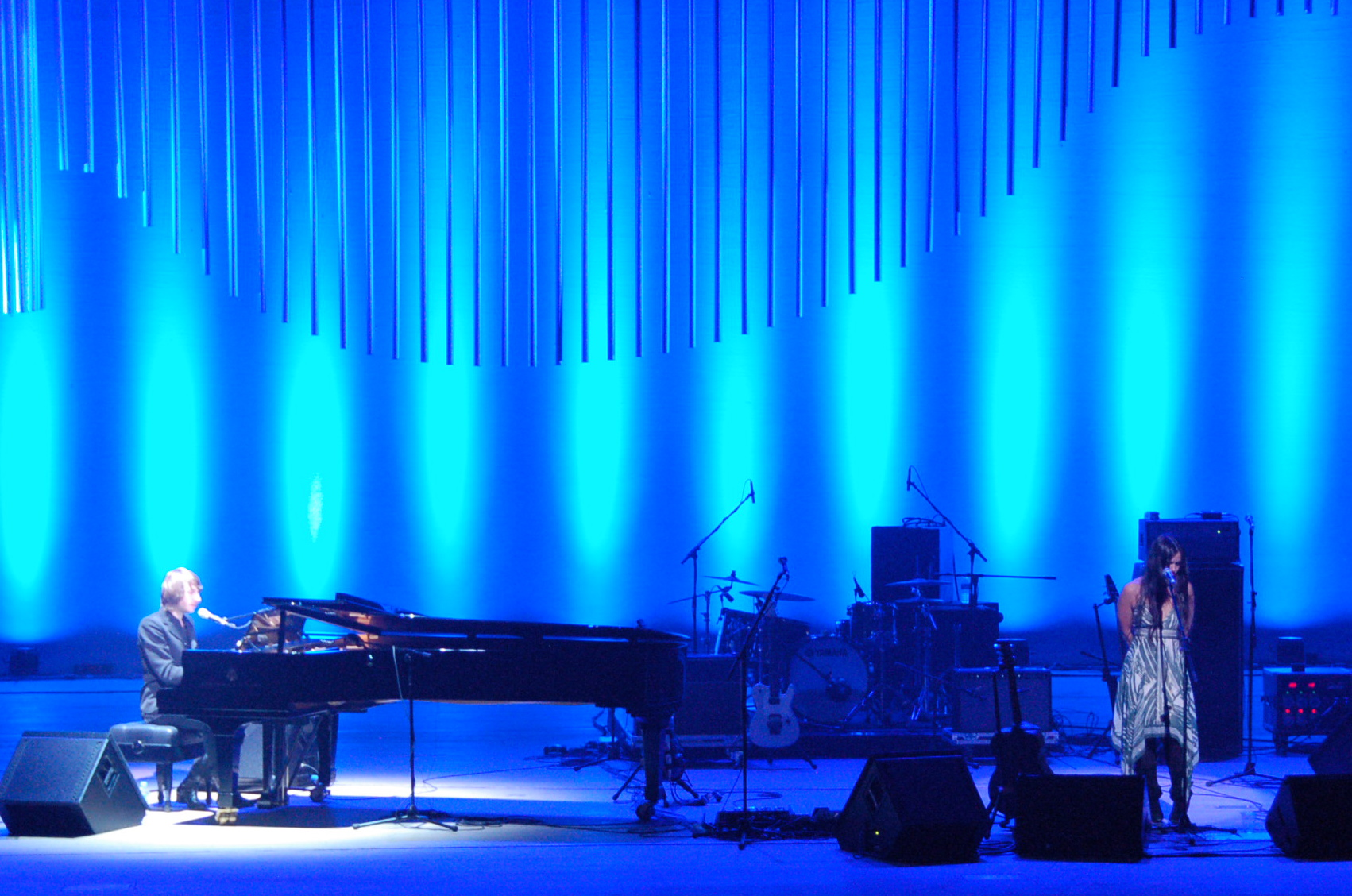
Maximilian Hecker und Rachael Yamagata im „Sejong Cultural Center“ in Seoul, Südkorea, am 23. Januar 2011

„Der Indie-Liebling mit allen Anforderungen von außen und innen war einmal, jetzt ist Hecker nur noch er selbst. Und man mag kaum glauben, was man da hört: ein radikal reduziertes Album, das unschuldig und verletzlich vor einem steht. Und eine ungeheure Wahrhaftigkeit ausstrahlt. Gebannt geht man den Weg durch die Songs mit, durch die einen ein zitternder und dennoch in sich ruhender Künstler führt, der mit jeder Zeile ausstrahlt, bei sich angekommen zu sein. Wie ein Gesprächspartner, der einen mit fast schmerzend ehrlichen Augen ansieht und von sich erzählt. Diese hohe Kunst des reinen und unverfälschten Gefühls, zelebriert von Liwa, Lennon, Van Morrison und Dylan, ist jetzt Heckers Metier. Auch wenn er erst verschütt gehen musste, um aufzuräumen.“
Im April bzw. Mai 2010 spielte Hecker den ersten Teil einer umfangreichen Chinatournee durch insgesamt 24 chinesische Städte, deren zweiter Teil im Herbst des gleichen Jahres stattfand. Zusammen mit Sodagreen-Sänger Wu Qingfeng schrieb Hecker für die taiwanische Sängerin Wei Ruxuan das Lied Kun Zai, das kurze Zeit nach Beginn seiner Tournee als erste Single auf Ruxuans Album Graceful Porcupine in Taiwan und China veröffentlicht wurde. Im Juni jenes Jahres ging Hecker dann im Rahmen seines aktuellen Albums in Deutschland auf Tournee.
Im November 2010 veröffentlichte er auf digitalem Wege die zwei Alben Favourite Demos und Rare And Unreleased. Beide Alben enthalten einerseits Demoversionen von 27 Liedern seiner ersten fünf Alben und wurden andererseits mit zwölf bis zu dem Zeitpunkt noch unveröffentlichte Songs bzw. B-Seiten released.
Am 23. Januar 2011 gab Hecker zusammen mit der US-amerikanischen Musikerin Rachael Yamagata ein Doppelkonzert im Sejong Cultural Center in Seoul und im Herbst des gleichen Jahres spielte er seine achte Chinatournee, die ihn nach Shanghai, Shenyang, Peking, Hangzhou und Foshan führte.

### Mirage of Bliss und die Autobiografie
Im Juli bzw. August bzw. Oktober 2012 veröffentlichte er sein siebtes Studioalbum Mirage of Bliss in Deutschland, Österreich, der Schweiz, Großbritannien, Irland, Norwegen, Belgien, den Niederlanden, Luxemburg, Frankreich, Italien, Japan und den USA, erneut auf seinem eigenen Label Blue Soldier Records, und im Herbst des gleichen Jahres folgte die Veröffentlichung des Albums in China (mittlerweile auf Gold Typhoon Music), Taiwan, Hongkong, Malaysia, Singapur und Südkorea (mittlerweile auf Leeway). Auf dem vom britischen Produzenten Martin Glover alias Youth produzierten Album hatte Hecker, mit Ausnahme des Basses, der von Glover beigesteuert worden war, erneut alle Instrumente selbst eingespielt.
Sascha Krüger von der deutschen Musikzeitschrift Visions über das Album:
„Entstanden ist ein dichtes Album voll zeitloser Größe im Arrangement, die einen ebenso an die schönsten Britpop-Momente denken lässt wie an die orchestrale Größe alter Scott Walker-Aufnahmen. Damit tut sich Hecker einen großen Gefallen. Denn so berührend der Vorgänger in seinem rauchigen Minimalismus auch war: Erst wenn er seine Songs gründlich ausgestaltet, kommt seine ganze kompositorische Grandezza zum Tragen. Hier lebt ein Musiker durch jeden einzelnen Ton, in jeder Zeile, mit jedem Akkord. Zutiefst berührend, maximal aufrichtig.“
Im August des gleichen Jahres veröffentlichte der deutsche Verlag Schwarzkopf & Schwarzkopf Heckers in deutscher Sprache verfasste Autobiografie The Rise and Fall of Maximilian Hecker, in Deutschland, Österreich und der Schweiz. Der Text beschäftigt sich mit Heckers Karriere und seinem Leben zwischen Europa und Asien und wird von seinem Verlag als „intimes Dokument einer Selbstfindung“ bezeichnet.
Der erste Teil von Heckers Asientournee zum Album Mirage of Bliss führte ihn im Herbst 2012 nach Taiwan und China; Teil zwei der Konzertreise, in deren Rahmen er neben sechs Konzerten in chinesischen Konzerthäusern auch auf dem „Seoul Jazz Festival“ auftrat, folgte im Mai 2013. Von Dezember 2012 bis April 2013 spielte Hecker eine ausgedehnte Tournee durch Mitteleuropa, größtenteils als Duo, zusammen mit Polarkreis-18-Sänger Felix Räuber, bevor er im September 2014 für weitere Konzerte nach China (Shenzhen, Chengdu und Shanghai) zurückkehrte.

### Spellbound Scenes of My Cure
Im Januar 2015 veröffentlichte Maximilian Hecker sein achtes Studioalbum Spellbound Scenes of My Cure in Europa über die deutsche Plattenfirma Eat The Beat Music, in China über Beijing Dragon Flying Culture Media, in Taiwan über Avant Garden Records und in Südkorea erneut über Leeway. Spellbound Scenes of My Cure, produziert von Johannes Feige und Hecker selbst und, wie bereits Infinite Love Songs, gemischt von Tommi Eckart. Es kann als Konzeptalbum betrachtet werden, da es thematisch ausschließlich von Orten auf der Welt handelt, die Hecker bereist hat. Begleitet wurde die Veröffentlichung von impressionistischen Videofilmen, die Hecker im Rahmen seiner Reisen selbst aufgenommen hatte.
Kerstin Petermann von der deutschen Musikzeitschrift Intro über das Album:
„Yeah. Endlich Winter. Endlich knipst mal wieder jemand die Sonne aus und macht Moll. »Spellbound Scenes of My Cure« ist ein Album mit zehn vertonten Winterabenden. Und zwar nicht die guten Winterabende mit blütenweißem Schnee und Glühwein, sondern die mit kaputter Heizung und Einsamkeit. Begleitet vom traurigsten aller Instrumente – einem langsam gespielten Klavier – singt Maximilian Hecker vom Vermissen, Verlassen und Verirren. Von wegen Singen – er seufzt, schluchzt und schmachtet. Synkopen ziehen die Melodien wie das Warten auf eine neue Staffel »Walking Dead«. Zum Glück gibt es für diese Art von hochkarätiger Schwermut immer eine dankbare Abnehmerschaft – Herzschmerz-Fetischisten, Berufsmelancholiker und Liebesbulimiker (O-Ton Hecker). Es ist aber auch schwer, sich den schwelgerischen Melodiebögen und dem sanft angeschlagenem Staccato des Klaviers zu entziehen. Weniger kitschig, sondern eher surrealistisch und beklemmend wird es, wenn man den Film zum Album sieht: Verhuschte Traumsequenzen in negativ Schwarz-Weiß. Sie sind nicht die Bilder des Laissez-faire, das das Klavier zelebriert. Sie zeigen eher, was dich verfolgen kann, wenn du darüber nachdenkst, warum du hier allein in einem kalten Zimmer sitzt. Keine guten Gedanken zu guter Musik.“

### The Best of Maximilian Hecker
Im Januar 2015 reiste er aufgrund einer Solo-Tournee durch Deutschland. Eine Asientournee durch China, Taiwan und Südkorea folgte im Frühling 2015 und wurde als Duo zusammen mit Johannes Feige als E-Gitarrist und Backgroundsänger durchgeführt. Frühling 2016 veröffentlichte Hecker angesichts seines fünfzehnjährigen Bühnenjubiläums die Retrospektive The Best of Maximilian Hecker, welche 30 Lieder umfasste. Das Album wurde in Europa erneut über Eat The Beat Music, in China über Want U Music, in Taiwan über Hinote und in Südkorea über Leeway veröffentlicht. Zwischen April und August des gleichen Jahres bestritt Hecker die Best of Maximilian Hecker-Tournee durch dreizehn chinesische Städte, gefolgt von zwei Konzerten in Seoul, Südkorea und einem Auftritt in Taipeh, Taiwan. Im April 2017 spielte er zusammen mit seinen Livemusikern eine Chinatournee namens Fancy April, welche elf Konzerte umfasste, und nahm zwischen September 2017 und Juli 2018 als Livemusiker an insgesamt 16 Aufführungen des von Anja Hilling verfassten und von Friederike Heller inszenierten Theaterstückes Wie kann ich dich finden, zu mir ziehen und überreden zu bleiben am Nationaltheater Mannheim teil, für das er auch die Musik komponiert hatte.

### Wretched Love Songs
Im April bzw. Mai 2018 veröffentlichte Hecker sein neuntes Studioalbum Wretched Love Songs in Europa über seine eigene Plattenfirma Blue Soldier Records, in China über Want U Music, in Taiwan über Hinote und in Südkorea über Leeway. Wie schon der Vorgänger Spellbound Scenes of My Cure war Wretched Love Songs in Zusammenarbeit mit Johannes Feige (Arrangement und Produktion) und Tommi Eckart (Mix) entstanden.
Kristof Beuthner von Intro.de über das Album:
„Unfähig, romantisch zu lieben, und dann diese Musik: Wie passt das denn zusammen? Maximilian Hecker durchleidet die eigene Erbärmlichkeit (so lässt sich das titelgebende »wretched« am besten übersetzen) mit einem zutiefst kathartischen Album und legt schonungslos offen, was alles nicht läuft bei ihm: Bindungstrauma, mangelndes Urvertrauen und ewig scheiternde Liebesbeziehungen stehen einer tiefen Sehnsucht nach Halt und Geborgenheit gegenüber. Beide Seiten reißen aneinander, und dazwischen sitzt Hecker am Piano und singt sich die ganzen wirren Worte aus der Seele, die sich inzwischen nach vielen Jahren der inneren Zerrissenheit angehäuft haben. Mit weidwundem, immer wieder dem Falsett nahem Gesang wirkt Hecker auf seinem neunten Album dabei ganz bei sich: Bei all der Innigkeit in diesen vielen wunderschönen Pop-Momenten ist wirklich kaum zu glauben, dass dieser Mann nicht richtig lieben kann. Dass Hecker es zudem schafft, trotz der schmachtenden Romantik in Wretched Love Songs kein kitschtriefendes Rote-Rosen-Werk vorzulegen, ist vielleicht seine größte Leistung.“
Die Asientournee zu Wretched Love Songs fand im April und Mai 2018 beziehungsweise im September 2019 statt, die Deutschlandtournee zum Album folgte im Januar 2019. Ebenfalls 2019 veröffentlichte Hecker die beiden Duetts Headstone (mit Rachael Yamagata) und The Flower (mit Leo (VIXX)).

### Lottewelt
Im Oktober 2023 erschien Heckers Debütroman Lottewelt im Lektora-Verlag. Der in drei Teile untergliederte, mit Ausnahme der englischen Dialoge überwiegend in der Sprache eines Prosagedichts verfasste autofiktionale Roman spielt vornehmlich in Südkoreas Hauptstadt Seoul, wo der Protagonist von der lokalen Kulturszene und den Akteuren der Hallyu, der sogenannten »Koreanischen Welle«, als Idol der Alternative-Musik zwar verehrt, von diesen jedoch stets nach einer kurzen Phase intensiver Werbung wieder fallengelassen wird. Das turbulente Verhältnis zu den als mephistophelische Figuren gezeichneten Bewunderern bewegt ihn im Verlauf der Geschichte dazu, einen metaphorischen Vergleich zwischen der koreanischen Unterhaltungsindustrie und dem Seouler Vergnügungspark Lotte World anzustellen. Über den Umweg einer unvermittelten Erinnerung an seine Herkunft, letztendlich an seine wahre Identität, gelingt es dem Protagonisten schließlich jedoch, sich mit der bis dahin ausschließlich als verwirrend und feindlich erlebten fremden Umgebung zu versöhnen, indem er seine verzerrte Vorstellung sowohl von Seoul als auch von seinen koreanischen Bewunderern als Projektion entlarvt – oder, wie es der Erzähler nennt, als »Hallyucination«. In diesem Zusammenhang nimmt er Bezug auf den Coldplay-Song Everglow, wobei das dort besungene »ewige Glühen« als Sinnbild für das wahre Selbst des Protagonisten fungiert. Den Hauptteil von Lottewelt allerdings macht die Liebesgeschichte des Musikers mit der koreanischen Schauspielerin Charlotte Lee aus, die diesen an seine traumatische Familiengeschichte, also den frühen Tod seiner schwerstbehinderten Schwester Liselotte, mahnt, scheint es sich bei Charlotte doch um die Reinkarnation Liselottes zu handeln. Das Verhältnis des Protagonisten zu seiner Schwester bezeichnet Hecker im Interview mit Mucke und Mehr als das »versteckte Kernthema« des Romans.
Die Kulturzeitschrift Kulturnews wählte Lottewelt unter einen der sieben Titel ihrer Rubrik Die besten Bücher 2024: Empfehlungen für den Januar. Carsten Schrader von Kulturnews schreibt:
„Die unerreichbare Liebe und die Schönheit des Schmerzes: Maximilian Hecker überführt das Sehnen seiner Musik in die Literatur. Kontrastiert mit frühkindlichen Traumata, dem Verlorensein und all den Unsicherheiten findet er in ›Lottewelt‹ zu einer gebrochen romantischen Sprache. Im Remix mit den Maskenwelten des K-Pop ergibt das ein Vexierspiel – an dessen Ende eine Selbstwerdung steht.“

### Neverheart
Im Januar 2024 veröffentlichte Hecker schließlich sein zehntes Studioalbum Neverheart, das in Zusammenarbeit mit Johannes Feige (Produktion) und Jem (Mix) entstanden war. Als Themen des Albums nennt er im Interview mit Mucke und Mehr »Gefühlsabwesenheit und Gefühlsambivalenz. Liebesunfähigkeit. Bindungsphobisches Verhalten.«
Jörn Schlüter vom Rolling-Stone-Magazin über das Album:
„Auf seinem zehnten Album sitzt Maximilian Hecker, der große Chronist der unerfüllten Liebe, allein am Klavier, vorsichtig begleitet nur von sphärischen Klängen und einem dunkel hallenden Schlagzeug. Es gab größer arrangierte Werke in dieser Karriere, aber das Klavier ist der Ort, wo man dem Wesen dieser konsequent stillen Lieder am nächsten ist. Schon beim Auftakt, ›Two-toned Love (part I)‹, führt Hecker eine sterbensschöne Melodie durch die Akkorde. Es geht ein Riss durch das Herz der Protagonisten auf ›Neverheart‹, die sich hingeben und dennoch einsam bleiben. Doch so tragisch das Dissoziierte, Unerfüllte, so tröstlich ist die bittersüße Melodie dazu, etwa bei ›Suspended Heart‹. So dicht die Atmosphäre, so unmittelbar das Gefühl.“

## Diskografie
Alben: 
- 2001: Infinite Love Songs (CD/LP) – Kitty-yo
- 2003: Rose (CD/LP) – Kitty-yo
- 2005: Lady Sleep (CD/LP) – Kitty-yo
- 2006: I’ll Be a Virgin, I’ll Be a Mountain (CD/LP) – V2 Records
- 2007: Once I Was (CD) – Pastel Music / Avant Garden Records
- 2007: I Am Falling Now (CD) – Pocket Records
- 2007: Live Radio Sessions (digital) – Kitty-yo
- 2009: One Day (CD/LP) – Louisville Records
- 2010: I Am Nothing But Emotion, No Human Being, No Son, Never Again Son (CD/LP) – Blue Soldier Records
- 2010: Favourite Demos (digital) – Blue Soldier Records
- 2010: Rare and Unreleased (digital) – Blue Soldier Records
- 2012: Mirage of Bliss (CD) – Blue Soldier Records
- 2015: Spellbound Scenes of My Cure (CD) – Eat The Beat Music
- 2016: The Best of Maximilian Hecker (digital) – Eat The Beat Music
- 2018: Wretched Love Songs (digital) – Blue Soldier Records
- 2024: Neverheart (digital) – Blue Soldier Records

Singles: 
- 2001: Infinite Love Song (CDM) – Kitty-yo
- 2001: Polyester (CDM) – Kitty-yo
- 2003: Fool (CDM) – Kitty-yo
- 2003: Daylight (CDM) – Kitty-yo
- 2004: Help Me (CDM) – Kitty-yo
- 2006: Silly Lily, Funny Bunny (CDM) – V2 Records
- 2009: Misery (digital) – Louisville Records
- 2009: The Space That You’re In (digital) – Louisville Records
- 2012: It’s All Over Now, Baby Blue (digital) – Blue Soldier Records
- 2012: The Whereabouts of Love (digital) – Blue Soldier Records
- 2012: Summerwaste (digital) – Blue Soldier Records
- 2014: To Liu Wen, The Opposite House, 3 a.m. (digital) – Eat The Beat Music
- 2015: Kastrup (digital) – Eat The Beat Music
- 2015: Gangnam Misery (digital) – Eat The Beat Music
- 2016: Hennigsdorf (digital) – Eat The Beat Music
- 2016: Battery Park (digital) – Eat The Beat Music
- 2018: My Wretched Love (digital) – Blue Soldier Records
- 2018: Paradise on Earth (digital) – Blue Soldier Records
- 2018: Into the Ocean (digital) – Blue Soldier Records
- 2019: Headstone · Untouchable (digital) – Blue Soldier Records
- 2023: Two-toned Love (part I) (digital) – Blue Soldier Records
- 2023: Falling Star (digital) – Blue Soldier Records
- 2023: Neverheart (digital) – Blue Soldier Records
- 2023: Long-lost Crazy Love (digital) – Blue Soldier Records
- 2023: Two-toned Love (part I) Remix (digital) – Blue Soldier Records

## Videos
- 2001: Infinite Love Song (Magnus Winter)
- 2001: Polyester (Jana Oberdörffer)
- 2003: Fool (Miriam Yung Min Stein)
- 2003: Daylight (Miriam Yung Min Stein)
- 2004: Help Me (Liisa Lounila & Henri Tani)
- 2006: Silly Lily, Funny Bunny (Christopher Weser)
- 2009: The Space That You’re In (Til Obladen)
- 2010: Nana (Til Obladen)
- 2010: No One’s Child (Nuflicks)
- 2010: Court My Eyes Alone (Ken-Tonio Yamamoto & Daniela Haitzler)
- 2012: The Whereabouts of Love (Sonja Gutschera & Leif Henrik Osthoff)
- 2014: To Liu Wen, The Opposite House, 3 a.m. (The Sorrows of Young Werther)
- 2015: Kastrup (The Sorrows of Young Werther)
- 2015: Gangnam Misery (The Sorrows of Young Werther)
- 2016: Hennigsdorf (The Sorrows of Young Werther)
- 2016: Battery Park (The Sorrows of Young Werther)
- 2018: My Wretched Love (Julija Goyd)
- 2018: Paradise on Earth (The Sorrows of Young Werther)
- 2018: Into the Ocean (The Sorrows of Young Werther)
- 2023: Two-toned Love (part I) (The Sorrows of Young Werther)
- 2023: Falling Star (The Sorrows of Young Werther)
- 2023: Neverheart (Til Obladen)
- 2023: Long-lost Crazy Love (Til Obladen)
- 2023: Two-toned Love (part I) Remix (The Sorrows of Young Werther)
- 2024: Fall in Love, Fall Apart (Til Obladen)

## Songwriting für andere Künstler
- 2008: The Space that You’re In (Musik und Text) – Künstler: Wei Ruxuan, Album: La Dolce Vita
- 2009: Miss Underwater (Musik und Text) – Künstler: Faith Yang, Album: Self-Selected
- 2010: Kun Zai (Musik) – Künstler: Wei Ruxuan, Album: Graceful Porcupine
- 2019: The Flower (Musik und Text) – Künstler: Leo (VIXX), Album: MUSE

## Autobiografie
- The Rise and Fall of Maximilian Hecker. Schwarzkopf & Schwarzkopf, Berlin 2012. ISBN 978-3-86265-176-4.

## Roman
- Lottewelt. Lektora, Paderborn 2023. ISBN 978-3-95461-250-5.